# رضا فیض نوروزی
رضا فیض نوروزی (زادهٔ ۴ تیر ۱۳۳۰) بازیگر سینما و تلویزیون اهل ایران است.

## زندگی
رضا فیض نوروزی ابتدا در کلاس‌های بازیگری در خانه تئاتر قزوین شرکت کرد و به تحصیل اصول ابتدایی بازیگری پرداخت. او در سال ۱۳۵۰ به دانشکده هنرهای زیبای دانشگاه تهران راه یافت و تحصیلات آکادمیک در رشته بازیگری را آغاز نمود. در سال ۱۳۵۱ دوره آموزش مربیگری کانون پرورش فکری کودکان و نوجوانان را گذراند و به عنوان مربی در این مرکز به فعالیت پرداخت. در سال ۱۳۵۲ همکاری با تلویزیون را آغاز کرد که نتیجه آن گردآوری ادبیات و قصه‌های عامیانه ناحیه غرب ایران بود. در سال ۱۳۵۵ پس از فارغ‌التحصیلی از دانشگاه تهران به استخدام کانون پرورش فکری کودکان و نوجوانان درآمد و با سمت بازرس آموزشی تئاتر مشغول به کار شد.
فیض نوروزی در شهریور سال ۱۳۵۷ برای ادامه تحصیل به آمریکا رفت و در دپارتمان تئاتر دانشگاه آریزونا در رشته بازیگری و کارگردانی به تحصیل پرداخت. او در سال ۱۳۶۲ با تسلیم پایان‌نامه‌ای تحت عنوان «تحلیل پیش تولید کارگردان از نمایشنامه دایره گچی قفقازی برتولت برشت» و نیز با کارگردانی نمایشنامه نامبرده در آریزونا دوره کارشناسی ارشد و دکتری را تمام کرد. او پس از بازی در تئاتر تانگو (به کارگردانی اسلاومیر مروژک) در دانشگاه آریزونا و نمایش همه علیه من (به کارگردانی نیل سایمن) همراه با رضا ژیان که او هم در آمریکا بود، در سال ۱۹۹۵ (۱۳۷۶) به ایران آمد. او پس از بازگشت از آمریکا به فعالیت در سینما و تلویزیون پرداخت و برای اولین بار در مجموعه کاکتوس ظاهر شد، وی پس از ۱۶ سال دوباره به آمریکا رفت و به فعالیت هنری خود نیز پایان داد.

## فیلم‌شناسی

### سینما
| سال  | نام فیلم            | کارگردان          |
| ---- | ------------------- | ----------------- |
| ۱۳۹۲ | تتل و راز صندوقچه   | وحید گلستان       |
| ۱۳۸۷ | چارچنگولی           | سعید سهیلی        |
| ۱۳۸۷ | ده‌رقمی              | همایون اسعدیان    |
| ۱۳۸۶ | دایناسور            | پرویز شیخ‌طادی     |
| ۱۳۸۲ | معادله              | ابراهیم وحیدزاده  |
| ۱۳۸۱ | جوجه اردک من        | امیر فیضی         |
| ۱۳۸۱ | کلاه قرمزی و سروناز | ایرج طهماسب       |
| ۱۳۸۱ | عشق فیلم            | ابراهیم وحیدزاده  |
| ۱۳۸۰ | تارزن و تارزان      | علی عبدالعلی‌زاده  |
| ۱۳۷۹ | مربای شیرین         | مرضیه برومند      |
| ۱۳۷۹ | علی و دنی           | وحید نیکخواه آزاد |
| ۱۳۷۸ | مومیایی ۳           | محمدرضا هنرمند    |
| ۱۳۷۷ | شبیخون              | جمشید آهنگرانی    |

### تلویزیون
| سال       | نام                 | کارگردان          | پخش                                      |
| --------- | ------------------- | ----------------- | ---------------------------------------- |
| ۱۳۹۰      | دست بالای دست       | محسن یوسفی        | نوروز ۱۳۹۱ پخش شد.                       |
| ۱۳۹۰      | سهمی برای دوست      | مسعود اطیابی      | تیرماه ۱۳۹۱ پخش شد.                      |
| ۱۳۸۸      | تله‌فیلم «درخت چشمه» | محسن تربیت‌دوست    | شبکه ۳                                   |
| ۱۳۸۷      | تله‌فیلم «پل»        | عباس بابویهی      |                                          |
| ۱۳۸۷      | کاراگاه علوی ۲      | حسن هدایت         |                                          |
| ۱۳۸۷      | مرد دوهزارچهره      | مهران مدیری       | در نوروز ۱۳۸۸ پخش شد.                    |
| ۱۳۸۶      | مرد هزارچهره        | مهران مدیری       | در نوروز ۱۳۸۷ پخش شد.                    |
| ۱۳۸۵      | بایرام              | مسعود نوابی       |                                          |
| ۱۳۸۵      | روز رفتن            | جواد افشار        | شبکه تهران                               |
| ۱۳۸۴      | بوی گل‌های وحشی      | حسینعلی لیالستانی | در سال ۱۳۸۵ از شبکه ۲ پخش شد.            |
| ۱۳۸۳      | کمربندها را ببندیم  | مهدی مظلومی       |                                          |
| ۱۳۸۲–۱۳۸۳ | کاکتوس (سری سوم)    | محمدرضا هنرمند    |                                          |
| ۱۳۸۲      | تله‌فیلم «نسخهٔ خطی»  | حسن فتحی          |                                          |
| ۱۳۸۲      | رؤیای ناتمام        | جواد اردکانی      |                                          |
| ۱۳۸۰–۱۳۸۱ | پلیس آسمانی         | فرشته صدرعرفایی   | از برنامه کودک و نوجوان شبکه ۲ پخش می‌شد. |
| ۱۳۸۰–۱۳۸۱ | آواز مه             | حسینعلی لیالستانی |                                          |
| ۱۳۷۹      | کاکتوس (سری دوم)    | محمدرضا هنرمند    | شبکه ۱                                   |
| ۱۳۷۸      | کژدم ۳۳             | مهدی شمسایی       |                                          |
| ۱۳۷۷      | گوهر کمال           | عباس رنجبر        | شبکه ۱                                   |
| ۱۳۷۷      | کاکتوس (سری اول)    | محمدرضا هنرمند    | شبکه ۱                                   |

### شبکه نمایش خانگی
| سال       | نام مجموعه | کارگردان      | توضیحات                                                                |
| --------- | ---------- | ------------- | ---------------------------------------------------------------------- |
| ۱۳۹۲      | شوخی کردم  | مهران مدیری   |                                                                        |
| ۱۳۹۱–۱۳۹۲ | برج آرام   | مسعود اطیابی  | این فیلم در سینما اکران نشد و در سال ۱۳۹۲ وارد شبکه نمایش خانگی گردید. |
| ۱۳۹۱      | ویلای من   | مهران مدیری   |                                                                        |
| ۱۳۸۹–۱۳۹۰ | قهوه تلخ   | مهران مدیری   |                                                                        |
| ۱۳۸۸      | کلاه گیس   | سعید عالم‌زاده | این فیلم توسط شرکت «افق رسانه پاسارگاد» توزیع شد.                      |

## جوایز
| سال  | نام اثر        | رده                          | جشنواره                                     | نتیجه    | منبع  |
| ---- | -------------- | ---------------------------- | ------------------------------------------- | -------- | ----- |
| ۱۳۸۰ | تارزن و تارزان | بهترین بازیگر نقش مکمل مرد   | شانزدهمین جشنواره فیلم‌های کودکان و نوجوانان | برنده    | [ ۳ ] |
| ۱۳۸۲ | کاکتوس ۲       | بهترین بازیگر کمدی تلویزیونی | هفتمین جشن حافظ                             | نامزدشده | [ ۴ ] |
| ۱۳۸۴ | کاکتوس ۳       | بهترین بازیگر کمدی تلویزیونی | هشتمین جشن حافظ                             | نامزدشده | [ ۵ ] |